# Stazione di Navacchio
La stazione di Navacchio è una stazione ferroviaria posta sulla Ferrovia Leopolda ed è una delle tre stazioni del comune di Cascina.

## Strutture e impianti
La stazione di Navacchio è costituita dalla sala d'aspetto con biglietteria automatica e da un presidio di RFI munito di sala controllo. 
La linea si compone di tre binari serviti da due banchine: il binario 1 viene utilizzato in direzione Firenze, il 2 in direzione Pisa e il 3 in caso di incrocio dei treni o per la sosta dei treni merci.
È stato costruito un sottopasso stradale posto a circa cento metri dalla stazione in direzione Pisa e il vecchio passaggio a livello accanto alla stazione è stato sostituito da un sottopasso ciclabile e pedonale munito anche di rampe che permettono sia l'attraversamento dei binari che l'accesso ai binari 2 e 3; entrambe le banchine sono state pavimentate e allungate e sono stati costruiti dei bagni pubblici.

### La stazione tranviaria
Dal 1881 al 1953 il fascio merci della stazione era raccordato con la tranvia a vapore che, percorrendo l'asse della via Fiorentina, collegava Pisa con Pontedera e, attraverso una diramazione che si distaccava proprio a Navacchio, con Caprona e Calci.
La stazione tranviaria, il cui fabbricato viaggiatori è tuttora esistente e trasformato in civile abitazione, era raggiunto dai carri in servizio cumulativo attraverso un binario lungo 200 m che si insinuava fra due gruppi di case e che era possibile impegnare per mezzo delle classiche piattaforme girevoli in uso all'epoca.

## Movimento
La stazione è servita dalle corse regionali cadenzate svolte da Trenitalia nell'ambito del contratto di servizio stipulato con la Regione Toscana.

## Servizi
L'impianto è classificato da RFI nella categoria "Bronze", dispone dei seguenti servizi:
- Biglietteria automatica
- Servizi igienici